# Frauchiger
Frauchiger (Berndeutsch: Frouchiger) ist ein Schweizer Familienname.

## Herkunft
Frauchiger geht auf den Örtlichkeitsnamen Frauchigen zurück, ein Gehöft in Wyssachen im Emmental.
In älteren Belegen (15. bzw. 16. Jahrhundert) kommen die Varianten Frauchigen, Frauchingen, Franchlingen und Franchingen vor.
Flurnamen auf die Endung -igen oder -ingen bezeichnen einen ehemaligen Sippennahmen (= «bei den Leuten des …»). Der erste Teil des Namens ist auf den althochdeutschen Personennamen Franc bzw. Franko zurückzuführen.
Wörtlich bedeutet Frauchiger demnach «bei den Leuten der Sippe des Frank».

## Heimatorte
Familien mit dem Namen Frauchiger haben folgende Heimatorte:
- Wyssachen BE
- Eriswil BE
- Hirzel ZH
- Basel BS

## Namensträger
- Daniela Frauchiger, Schweizer Quantenphysikerin
- Ernst Frauchiger (1903–1975), Schweizer  Neurologe und Philosoph
- Hanspeter Frauchiger, Trainer von SC Unterseen-Interlaken 1978–1981
- René Frauchiger (* 1981), Schweizer Schriftsteller
- Roland Frauchiger (* 1960), Schweizer Politiker
- Thomas Frauchiger, Oberst, Kreiskommandant Basel-Stadt
- Urs Frauchiger (1936–2023), Schweizer Musiktheoretiker